# Eriopyga melanosigma
Eriopyga melanosigma là một loài bướm đêm trong họ Noctuidae.